# Giuliano Nostini
Giuliano Nostini (Roma, 3 de octubre de 1912-Bresanona, 16 de agosto de 1983) fue un deportista italiano que compitió en esgrima, especialista en la modalidad de florete.
Participó en los Juegos Olímpicos de Londres 1948, obteniendo una medalla de plata en la prueba por equipos. Ganó ocho medallas en el Campeonato Mundial de Esgrima entre los años 1933 y 1949.

## Palmarés internacional
| Juegos Olímpicos   | Juegos Olímpicos          | Juegos Olímpicos  | Juegos Olímpicos    |
| Año                | Lugar                     | Medalla           | Prueba              |
| ------------------ | ------------------------- | ----------------- | ------------------- |
| 1948               | Londres (Reino Unido)     | Medalla de plata  | Florete por equipos |
| Campeonato Mundial |                           |                   |                     |
| Año                | Lugar                     | Medalla           | Prueba              |
| 1933               | Budapest (Hungría)        | Medalla de oro    | Florete por equipos |
| 1934               | Varsovia (Polonia)        | Medalla de oro    | Florete por equipos |
| 1935               | Lausana (Suiza)           | Medalla de oro    | Florete por equipos |
| 1937               | París (Francia)           | Medalla de oro    | Florete por equipos |
| 1938               | Pieštany (Checoslovaquia) | Medalla de oro    | Florete por equipos |
| 1947               | Lisboa (Portugal)         | Medalla de plata  | Florete por equipos |
| 1949               | El Cairo (Egipto)         | Medalla de oro    | Florete por equipos |
| 1949               | El Cairo (Egipto)         | Medalla de bronce | Florete individual  |